# Finalis
Finalis (lat.), nicht zu verwechseln mit dem Finalsatz, bezeichnet
- in der Lehre von den Kirchentönen den Schlusston einer Melodie (auch clavis finalis, vox finalis, sedes finalis oder finis genannt). Zusammen mit Ambitus und Tenor zählt sie zu den strukturbildenden Elementen der mittelalterlichen Einstimmigkeit. Die regulären Finales der acht (alten) Kirchentöne sind: d (dorisch und hypodorisch), e (phrygisch und hypophrygisch), f (lydisch und hypolydisch), g (mixolydisch und hypomixolydisch). Sie bilden ein diatonisches Tetrachord, das Tetrachordum finalium.
- bei der Psalmodie und den Psalmtönen die Schlusswendung (Schlusskadenz).
- in der Klausel-Lehre den Schlussklang.